# 拉格施塔特約赫山
47°33′59″N 11°50′54″E / 47.56639°N 11.84833°E
拉格施塔特約赫山（德語：Raggstadtjoch），是奧地利的山峰，位於該國西部，由蒂羅爾州負責管轄，屬於布兰登贝格山的一部分，距離施奈德約赫山2.4公里，海拔高度1,545米，每年平均降雨量1,764毫米。